# سوخبير سينغ جونبوريا
سوخبير سينغ جونبوريا  هو سياسي هندي ومالك لمجموعة SSGroup العقارية في Gurugram. وهو حاليًا عضو في البرلمان بعد فوزه في انتخابات لوك سابها لعام 2014 من تونك ساواي مادهوبور في راجستان كمرشح لحزب بهاراتيا جاناتا . هو Gujjar بواسطة الطبقة. هزم العضو السابق في البرلمان وقائد فريق الكريكيت الهندي السابق محمد أزهر الدين بهامش بلغ 1,48000 صوت. وهو عضو مستقل سابق في الجمعية التشريعية هاريانا من (Sohna Vidhan sabha الانتخابية) (2004-2009). وفاز بمقعد sohna بشكل مستقل وهزم الأوزان الثقيلة للكونغرس والأحزاب الأخرى. 